# Idaea spataceata
Idaea spataceata là một loài bướm đêm trong họ Geometridae.